# Мальваль
Мальва́ль (фр. Malval, окс. Mala Val) — коммуна во Франции, находится в регионе Лимузен. Департамент коммуны — Крёз. Входит в состав кантона Бонна. Округ коммуны — Гере.
Код INSEE коммуны — 23121.

## Население
Население коммуны на 2010 год составляло 46 человек.
| 1962 | 1968 | 1975 | 1982 | 1990 | 1999 | 2010 |
| ---- | ---- | ---- | ---- | ---- | ---- | ---- |
| 80   | 72   | 55   | 53   | 50   | 57   | 46   |

## Экономика
В 2010 году среди 28 человек трудоспособного возраста (15—64 лет) 16 были экономически активными, 12 — неактивными (показатель активности — 57,1 %, в 1999 году было 56,0 %). Из 16 активных жителей работали 12 человек (9 мужчин и 3 женщины), безработных было 4 (0 мужчин и 4 женщины). Среди 12 неактивных 2 человека были учениками или студентами, 6 — пенсионерами, 4 были неактивными по другим причинам.